# Państwowy Rezerwat Przyrody Qızılağac
Państwowy Rezerwat Przyrody Qızılağac – rezerwat przyrody znajdujący się w rejonie Lenkoran w Azerbejdżanie.
Założony w 1929, jest jednym z najstarszych rezerwatów przyrody w kraju, a mając powierzchnię prawie 884 km² jest największym tego typu obiektem. Obejmuje Zatokę Kyzyłagadzką na Morzu Kaspijskim i jej brzegi. Powołano go w celu ochrony zimujących tu i przelotnych ptaków pływających, błotnych i stepowych.
Teren rezerwatu wraz z okolicznymi obszarami o łącznej powierzchni 990 km² został w 2001 roku wpisany na listę konwencji ramsarskiej.

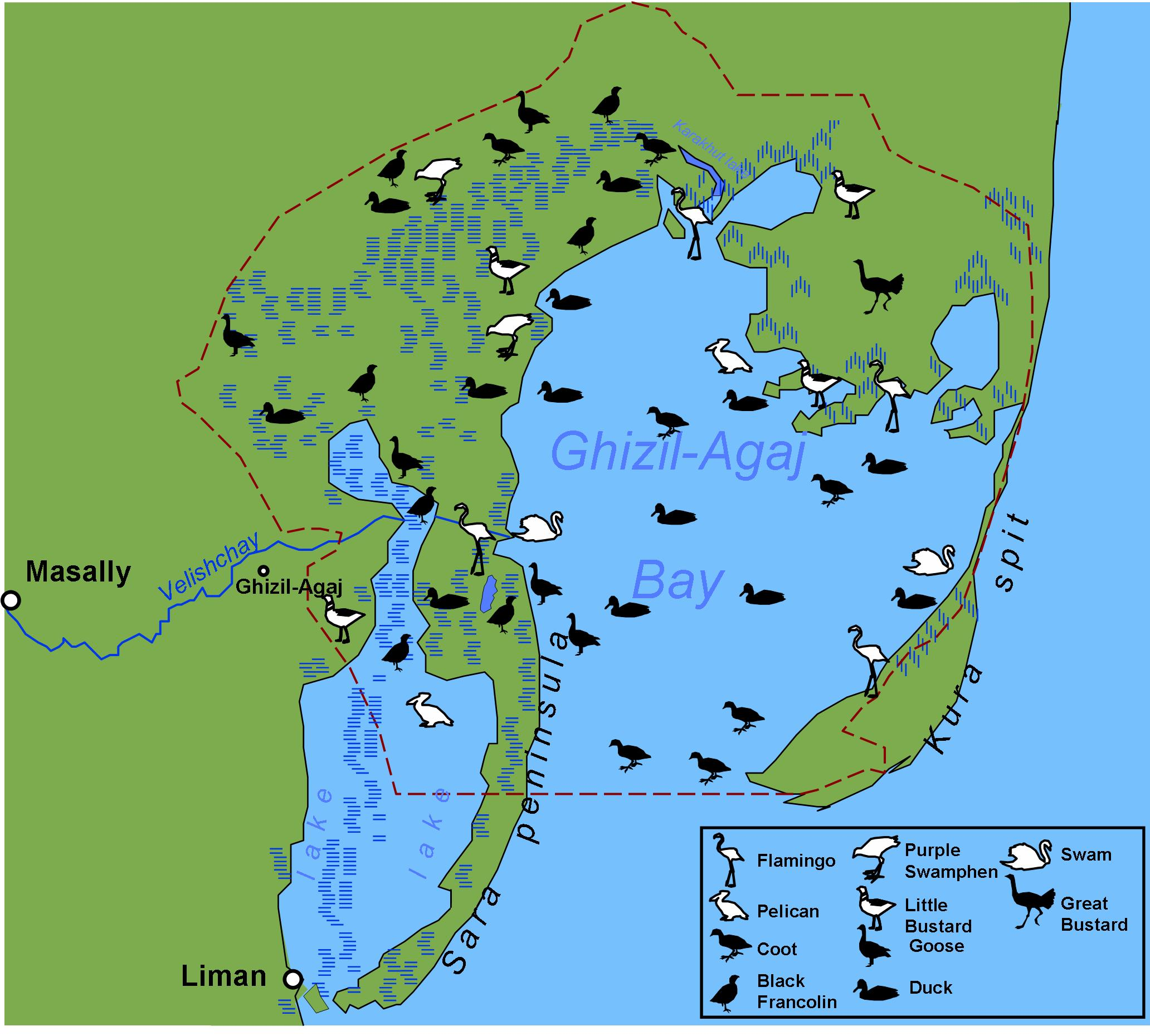
Występowanie ptaków w rezerwacie

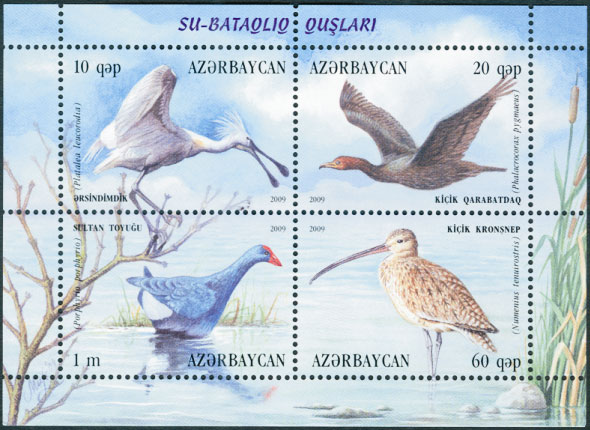
Znaczki pocztowe z ptakami z rezerwatu

Łagodny subtropikalny klimat, niezamarzające wody, gęste szuwary trzcinowe i zarośla wiklinowe oraz obfitość pożywienia – wszystko to spowodowało, że miejsce to stało się idealnym celem pobytu wielu ptaków. Obszar ten znajduje się na jednym z największych szlaków migracyjnych zachodniego wybrzeża Morza Kaspijskiego. 
W rezerwacie występuje 248 gatunków ptaków w tym: drop (Otis tadra), frankolin obrożny (Francolinus francolinus), gęgawa (Anser anser), gęś białoczelna (Anser albifrons), strepet (Tetrax tetrax), ibis kasztanowaty (Plegadis falcinellus), warzęcha zwyczajna (Platalea leucorodia), ślepowron zwyczajny (Nycticorax nycticorax), flaming różowy (Phoenicopterus roseus), bernikla rdzawoszyja (Branta ruficollis), sokół wędrowny (Falco peregrinus), pelikan różowy (Pelecanus onocrotalus), pelikan kędzierzawy (Pelecanus crispus), czapla modronosa (Ardeola ralloides), łabędzie (niemy, czarnodzioby i krzykliwy), modrzyk (Porphyrio) i inne. Wzrost poziomu Morza Kaspijskiego doprowadziła do powstania rozległych płytkich zatok z bogatymi żerowiskami, dzięki którym liczba zimującego tu ptactwa wodnego wzrosła. W niektórych latach zlatywało tu 5-7 mln sztuk ptaków. Kaczki i łabędzie przyciąga tu obfitość roślinności podwodnej i mięczaków na płyciznach, stepy karmią zaś stada dzikich gęsi i strepetów.
Oprócz ptaków w rezerwacie występują także przedstawiciele ssaków, takich jak: dzik (Sus scrofa), wilk szary (Canis lupus), szakal złocisty (Canis aureus), lis rudy (Vulpes vulpes), kot trzcinowy (Felis chaus chaus), borsuk (Meles meles), wydra (Lutra lutra). W wodach rezerwatu żyje 54 gatunki ryb: karp (Cyprinus carpio), sandacz pospolity (Sander lucioperca), Rutilus kutum, mugilowate (Mugilidae), łososiowate (Salmonidae) i inne.